# 诺顿·津德尔
诺顿·津德尔（英語：Norton David Zinder，1928年11月7日—2012年2月3日）是一位美国微生物学家，知名于发现了基因轉導现象。